# Timaios (sofist)
Timaios (grekiska Τίμαιος, latin Timaeus) var en grekisk sofist och grammatiker, som tros ha levt under 200- eller 300-talet.
Timaios var författare till ett platonskt lexikon. I övrigt vet man inget om hans liv.